# YBCO

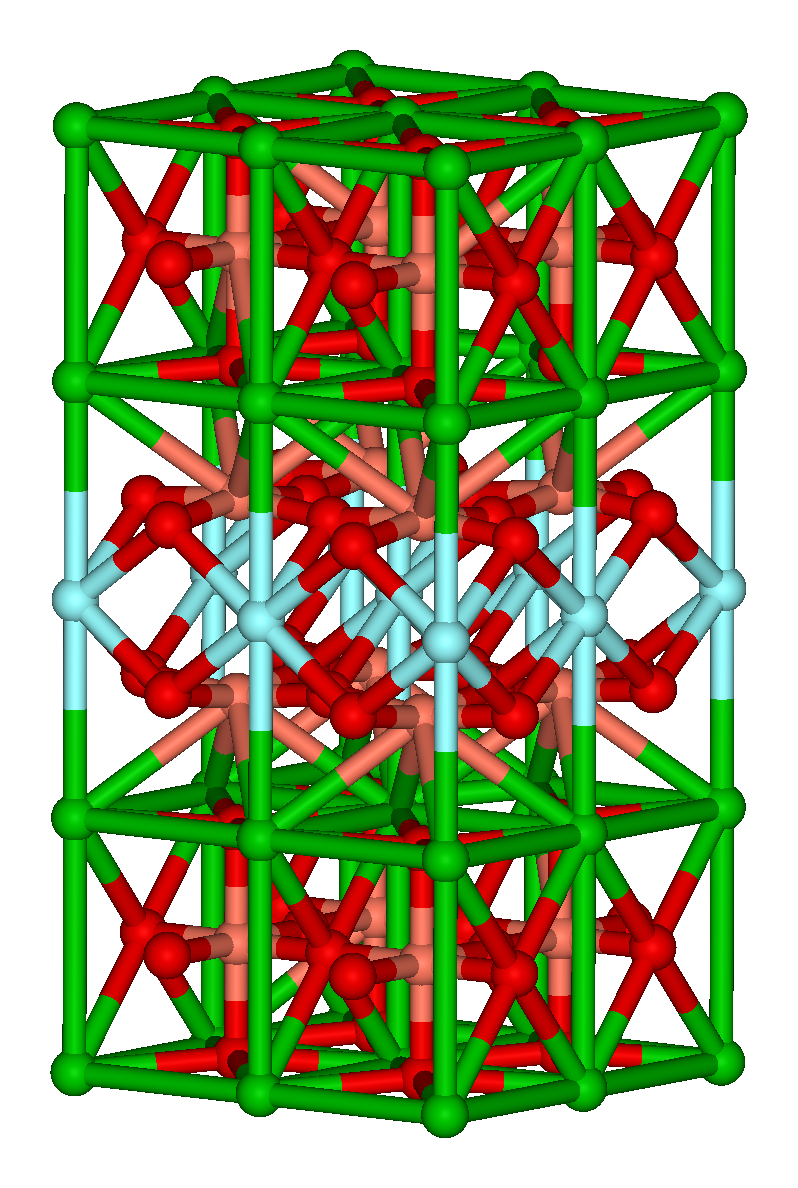
Estructura del óxido de itrio, bario y cobre, más conocido como YBaCO. Itrio, Y: azul, Bario, Ba: verde, Cobre, Cu: naranja-marrón, Oxígeno, O: rojo

YBCO es la sigla del nombre inglés Yttrium Barium Copper Oxide que denomina un material cerámico compuesto de óxidos de itrio, bario y cobre con propiedades de superconductor a temperaturas relativamente altas (95 Kelvin). 
Su composición química es YBa2Cu3O7-δ. Tras su descubrimiento por C.W. Chu en 1987 empezó la era de los superconductores a alta temperatura ya que era el primer material en demostrar estas características y a temperatura del nitrógeno líquido. Este medio es mucho más económico que el helio líquido necesario en la refrigeración de los materiales conocidos hasta aquel momento. Así este descubrimiento permitió numerosas nuevas aplicaciones.
El YBCO tiene la misma estructura cristalina que la perovskita, razón por la cual se dice que tiene estructura de perovskita. Téngase en cuenta que, no obstante, la perovskita es un óxido de titanio y calcio, por lo que su composición es bien distinta de la del YBCO: lo único que comparten ambos es la misma estructura cristalina, es decir, la posición relativa en la que están colocados los átomos de que están compuestos.
Comercialmente se utiliza en la fabricación de cintas superconductoras o de filtros de microondas. A veces se abrevia también como "123".
El YBaCO está clasificado como un superconductor anómalo. 
Investigaciones actuales intentan conseguir películas depositadas de este material sobre conductores normales, alambres de YBaCO y otras modificaciones en su estructura que permitan un mejor manejo.
La síntesis de YBaCO es de pequeña escala e incluso está al alcance de los laboratorios de algunos institutos de enseñanza secundaria. Por esto existen varias instrucciones para su preparación y la posterior determinación de sus propiedades físicas.